# Kaohsiung

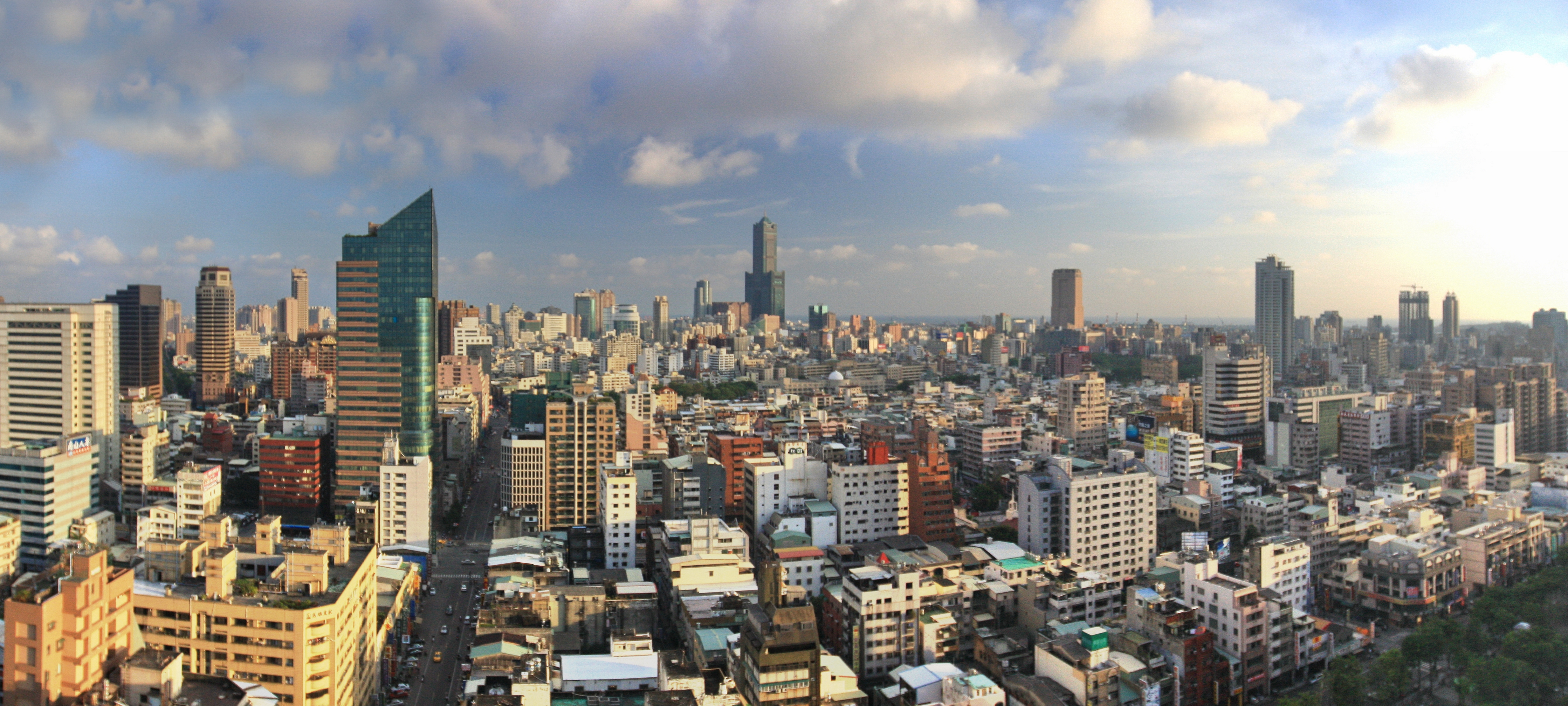
Kaohsiung

Kaohsiung este un oraș din Taiwan. 

## Legături externe
- zh  Site oficial Arhivat în 7 iulie 2008, la Wayback Machine.